# Die Post geht ab!
Die Post geht ab! mit dem Untertitel am laufenden Band war eine Wiederauflage von Am laufenden Band mit Rudi Carrell. Die Show fand in Kooperation mit der Deutschen Bundespost statt, um die fünfstelligen Postleitzahlen in Deutschland populär zu machen.

## Vorgeschichte
Rudi Carrell war mit seiner Beteiligung an Van den Ende Produkties B.V. als Produzent beim Privatfernsehen tätig. Dieses Unternehmen verkündete dann auch noch, man werde ihm 1993 eine Show geben, was man bei der ARD für nicht akzeptabel hielt. Zu diesem Zeitpunkt durfte gemäß Intendantenbeschluss noch niemand gleichzeitig im Programm der ARD und bei einem privaten Fernsehsender auftreten. So versuchte Carrell, eine eigene Abendshow bei RTL einzuführen. Seine Pläne sahen vor, eine deutsche Variante der französischen Show TV Masqué zu präsentieren, welche die Rose d’Or gewonnen hatte. Bei RTL war man aber von dem Vorhaben nicht begeistert, da der Sender einen sehr teuren Exklusivvertrag mit Linda de Mol eingegangen war und ihr deshalb den Vorzug geben wollte. So sollte Carrell ein Jahr pausieren, wovon dieser aber nichts hielt und sich nach einer anderen Show umsah.
Carrell erwog, Am laufenden Band neu aufzulegen, zumal auch das britische Pendant bei der BBC seit 1990 wieder lief und dass Carrell Möglichkeiten für neue Spiele sah: „Es sind 13 Jahre vergangen, es hat sich viel verändert, und ich habe so viele Ideen gesammelt, dass ich locker zehn Sendungen machen kann. Vor 13 Jahren gab es noch kein Schlangestehen am Bankautomaten, daraus kann man schon ein Spiel machen.“ Zudem gab es einen Partner, die Deutsche Post wollte gerne eine Show zur Einführung ihrer neuen Postleitzahlen. RTL war aber abgeneigt, woraufhin es zu Gesprächen mit dem WDR kam, was aber wiederum der Post nicht gefiel. Schließlich lief die Show bei RTL.

## Die Show
Titel
Man wollte die Show erneut Am laufenden Band nennen, was der WDR auch genehmigte, nicht aber Radio Bremen – die beiden Anstalten hatten das Original produziert. So nannte man die Show Die Post geht ab!.
Ablauf
Im Gegensatz zum Original lief Die Post geht ab! nur 75 Minuten, weswegen es weniger Spiele gab. Der Gewinner bekam aber wie gewohnt diejenigen von 25 Preisen, die er aufzählen konnte, nachdem sie an ihm auf einem Förderband an ihn vorbeigelaufen waren. Es konnten unverändert auch symbolische Preise sein, dass der gezeigte Gegenstand also für etwas anderes stand. Unverändert dabei war der Würfel mit aufgemaltem Fragezeichen. Während sich dahinter aber früher nur ein Preis im Gegenwert von maximal 5000 DM verbarg, konnte es nun sogar ein Auto sein.
Kulisse
Die Show spielte in einer Fußgängerzone, in der es auch eine Postfiliale gab. Dies galt für alle zehn Ausgaben der Staffel. Die Show wurde im Studio Bendestorf produziert.
Assistenten
Carrell hatte in der Show drei Assistenten: Carem Evert, eine Abiturientin aus Hamburg, und den Briefträger Stefan Transfeld, beide waren Carrell bei seiner Show Herzblatt aufgefallen.  Hinzu kam der englische Komiker Les Bubb.
Gewinnspiel
Neben den Kandidaten in der Sendung konnten auch die Zuschauer gewinnen. Hierzu war dem neu aufgelegten Postleitzahlenbuch, das kostenlos an alle Haushalte in Deutschland verteilt worden war, eine Postkarte beigefügt, auf der man seine eigene neue fünfstellige Postleitzahl eintragen musste. Die Gesamtsumme der Preise lag bei über einer Million DM.

## Sendeplatz
Die Sendung lief ab dem 9. Mai 1993 an zehn Sonntagabenden von 20:15 Uhr bis 21:55 Uhr bei RTL, aufgrund der Werbeblöcke betrug die effektive Sendezeit nur 75 Minuten. Die Show wurde als Aufzeichnung ausgestrahlt. Carrell erwog eine Live-Show für die nächste Staffel, dazu kam es aber nicht mehr.

## Erfolg
Die erste Ausgabe hatte sieben Millionen Zuschauer, alle weiteren Folgen enttäuschten mit teilweise unter vier Mio. Zuschauern. Demgegenüber erreichte Linda de Mol auf dem gleichen Sendeplatz acht Millionen Zuschauer. Carrell befand rückblickend: „Die Post geht ab! war ein riesiger Fehler. Das Konzept war einfach nicht mehr zeitgemäß, aber ich hatte damals halt gedacht, es könnte noch mal funktionieren.“ Finanziell stellte die Show allerdings einen großen Gewinn für Carrell dar, denn er erhielt eine Gage in Höhe von 100.000 DM pro Ausgabe.